# Montiron
Montiron (gaskognisch gleicher Name) ist eine französische Gemeinde mit 138 Einwohnern (Stand 1. Januar 2022) im Département Gers in der Region Okzitanien; sie gehört zum Arrondissement Auch und zum Gemeindeverband Coteaux Arrats Gimone. Seine Bewohner nennen sich Montironais/Montironaises. 

## Geografie
Montiron liegt rund 22 Kilometer ostsüdöstlich der Stadt Auch im Südosten des Départements Gers. Die Gemeinde besteht aus dem Dorf Montiron, wenigen Häusergruppen sowie Einzelgehöften. Die Gimone bildet die westliche, die Marcaoue teilweise die östliche Gemeindegrenze. Verkehrstechnisch liegt die Gemeinde wenige Kilometer südlich der N124.

## Geschichte
Im Mittelalter lag der Ort innerhalb der Herrschaft Gimois, die ein Teil der Provinz Gascogne war. Die Gemeinde gehörte von 1793 bis 1801 zum District L’Isle-Jourdain. Die Gemeinde war von 1801 bis 1926 dem Arrondissement Lombès (Lombez) zugeteilt. Dieses wurde aufgelöst und die Gemeinde ist nun seit 1926 Teil des Arrondissements Auch.

## Bevölkerungsentwicklung
| Jahr                       | 1793 | 1831 | 1896 | 1901 | 1962 | 1968 | 1975 | 1982 | 1990 | 1999 | 2006 | 2017 |
| Einwohner                  | 390  | 489  | 402  | 321  | 215  | 154  | 122  | 110  | 116  | 131  | 128  | 140  |
| Quellen: Cassini und INSEE |      |      |      |      |      |      |      |      |      |      |      |      |

## Sehenswürdigkeiten

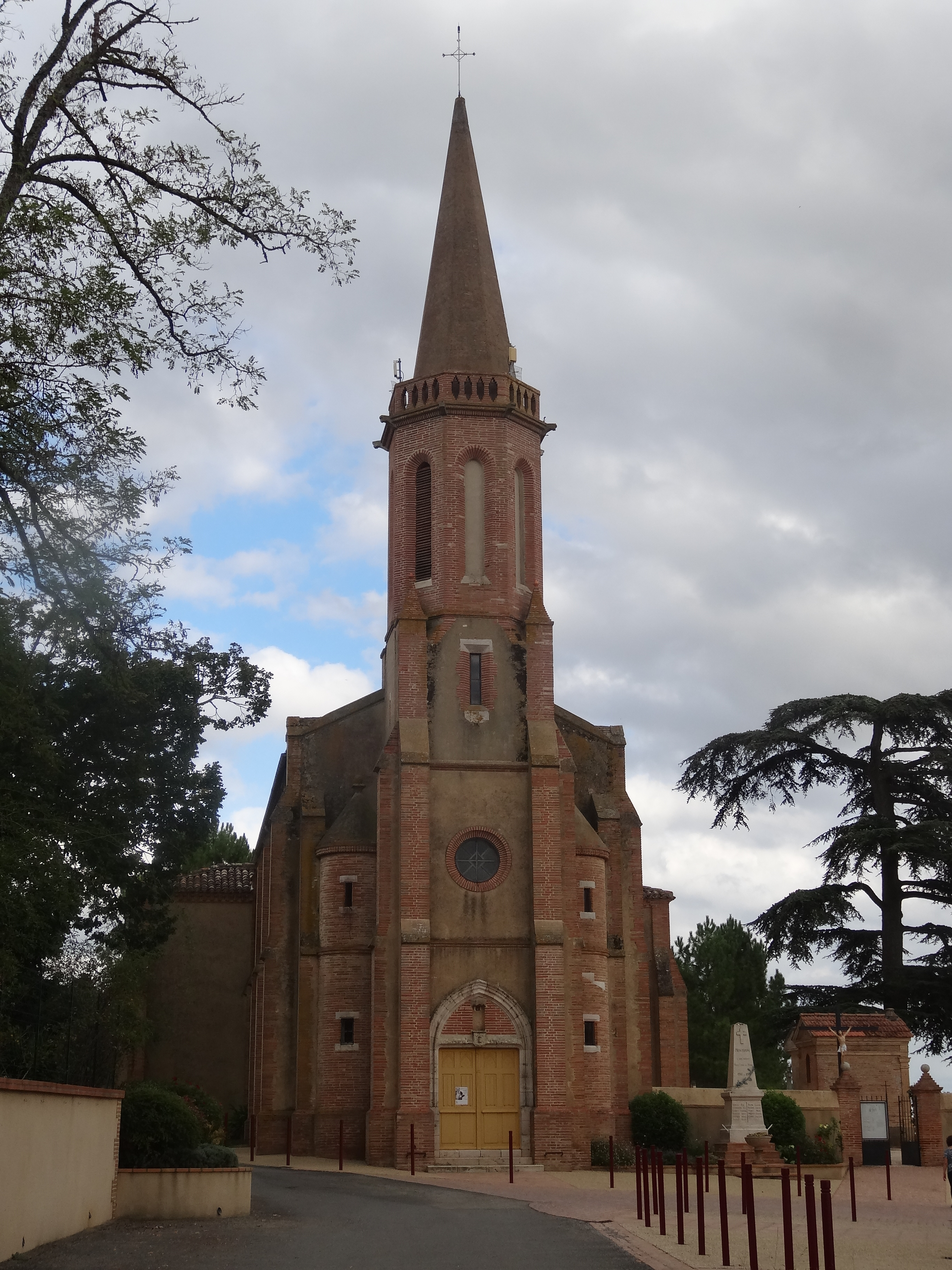
Kirche Saint-Jean

Zu den örtlichen Sehenswürdigkeiten gehören:
- Dorfkirche Saint-Jean
- Denkmal für die Gefallenen[2]
- mehrere Wegkreuze und eine Madonnenstatue